# National Transport Museum Irland
National Transport Museum of Ireland (irsk: Iarsmalann Náisiunta Iompair na hÉireann) er et transportmuseum i Howth i Irland.
Museet er beliggende i et depot på Howth Castles område med adgang gennem porten til Deer Park Hotel. Der er udstillet 60 køretøjer med det ældste fra sidste halvdel af 1800-tallet og det nyeste fra 1984. Samlingen omfatter busser, lastbiler, brandbiler, sporvogne og traktorer. Blandt attraktionerne er den restaurerede sporvogn nr. 9 fra Hill of Howth Tramway nær Dublin.